# Acipenser naccarii
Acipenser naccarii és una espècie de peix pertanyent a la família dels acipensèrids.

## Descripció
- Pot arribar a fer 200 cm de llargària màxima i 25 kg de pes.
- 36-48 radis tous a l'aleta dorsal.
- 24-31 radis tous a l'aleta anal.
- La part superior és de color marró olivaci, els costats més clars i el ventre blanc.[6][7][8]

## Reproducció
Té lloc entre el maig i el juliol.

## Alimentació
Menja invertebrats bentònics i peixets.

## Hàbitat
És un peix d'aigua dolça, salabrosa i marina; demersal; anàdrom i de clima temperat (46°N-37°N, 10°E-20°E) que viu entre 10-40 m de fondària.

## Distribució geogràfica
Es troba a la mar Adriàtica i els seus afluents entre els rius Po (Itàlia) i Bojana (Albània), incloent-hi Bòsnia i Hercegovina, Croàcia, Sèrbia i Eslovènia. També és present a l'illa grega de Corfú.

## Ús comercial
La seua carn és emprada com a aliment, però els ous no es consumeixen com a caviar.

## Estat de conservació
Es troba amenaçat d'extinció per la destrucció del seu hàbitat, la fragmentació de les seues poblacions (sobretot, per la construcció de preses per generar energia hidroelèctrica al riu Po), la competència amb espècies introduïdes (com ara, el silur -Silurus glanis-), la contaminació de l'aigua i la pesca excessiva (tant legal com il·legal).

## Observacions
És inofensiu per als humans.